# Veto (kviz)
Veto je bio hrvatski televizijski kviz koji se prikazivao 2004. godine na RTL televiziji od 30. travnja, od ponedjeljka do petka u večenjem terminu. Voditelj kviza bio je Neno Pavinčić.
Kviz je bio hrvatska inačica njemačkog kviza Das Quiz mit Jörg Pilawa koji se prikazivao od 2001. do 2021. godine. 

## Pravila
U kvizu bi sudjelovala dva natjecatelja u paru, a cilj je bio da dođu do najvećeg iznosa od 250.000 kuna. Igra se sastoji od 12 razina, a prije početka samih pitanja i odgovora, natjecateljski par određuje sigurnosni prag na bilo kojoj razini. Ukoliko tijekom igre natjecatelji točno odgovore na pitanje iz razine koje su naveli kao "sigurnosni prag", doma će se vratiti sa zagarantiranim iznosom, bez obzira koliko uspješno odgovarali na naredna pitanja. Natjecatelji naizmjenično odgovaraju na postavljena pitanja, a ukoliko jedan natjecatelj smatra da je drugi partner pogrešno odgovorio na pitanje, ima pravo uložiti "Veto". Na početku igre natjecatelji imaju pravo na tri "Veta" i jedan "Super Veto". Na svako pitanje bit će ponuđena četiri odgovora od kojih je samo jedan točan. Natjecateljski par ne može odustati nakon što je pitanje pročitano. Tim stoga prije svakog pitanja mora odlučiti želi li nastaviti igrati ili završiti igru s postignutim dobitkom.

### Novčani prag
| Pitanje     | Kuna       |
| ----------- | ---------- |
| 1. pitanje  | 500 kn     |
| 2. pitanje  | 1000 kn    |
| 3. pitanje  | 2000 kn    |
| 4. pitanje  | 3000 kn    |
| 5. pitanje  | 4000 kn    |
| 6. pitanje  | 5000 kn    |
| 7. pitanje  | 10 000 kn  |
| 8. pitanje  | 20 000 kn  |
| 9. pitanje  | 30 000 kn  |
| 10. pitanje | 50 000 kn  |
| 11. pitanje | 100 000 kn |
| 12. pitanje | 250 000 kn |

## Veto Ekstra
Veto Ekstra bilo je specijalno izdanje kviza koje je prikupljalo što više novčanih sredstava u humanitarne svrhe, a na pitanja su odgovarale poznate osobe iz Hrvatske. Pravila ovog izdanja bila su ista kao i kod običnog. Prikazivao se subotom u večernjem terminu.

## Vanjske poveznice
- Veto službena stranica Arhivirana inačica izvorne stranice od 3. lipnja 2004. (Wayback Machine)
- Veto Ekstra službena stranica Arhivirana inačica izvorne stranice od 3. lipnja 2004. (Wayback Machine)